# Gaston Velle
Pour les articles homonymes, voir Velle.
Gaston Velle, né Gaston Balthazar Velle à Rome le 24 décembre 1868 et mort dans le 10e arrondissement de Paris le 8 janvier 1953, est un prestidigitateur et un réalisateur français de films, ayant travaillé pour Louis et Auguste Lumière, Pathé, puis pour la Cines italienne.

## Biographie
Fils du prestidigitateur Joseph Velle et de Louise Joren, Gaston Velle naît à Rome en 1868. Quelques années après la mort de son père survenue en 1889, il commence à se produire lui-même comme illusionniste sous le même pseudonyme, Professeur Velle.
À partir de 1903, il assure la mise en scène de la plupart des films à féeries et à trucages, lors du plein essor de la production Pathé. Il y réalise plus de 50 films, jusqu'en 1913.
En 1906, il rejoint à Rome la société italienne Cines, dont il devient le directeur artistique. Son retour, à la fin de 1907, à Vincennes chez Pathé déclenche une vive polémique entre les deux sociétés concurrentes, la Cines accusant Pathé de plagiat.
Gaston Velle meurt à Paris en 1953 . Il est inhumé au cimetière parisien de Pantin, puis ses restes sont transférés à L'Isle-sur-la-Sorgue en 1993.

## Filmographie

### Comme réalisateur
- 1902 : Mystification amusante
- 1903 : Sorcellerie nocturne
- 1903 : Le Repas fantastique
- 1903 : Métamorphoses du roi de pique
- 1903 : La Marmite diabolique
- 1904 : Dévaliseurs nocturnes
- 1904 : La Danse du Kickapoo
- 1904 : Le Paravent mystérieux
- 1904 : La Danse des apaches
- 1904 : Danses plastiques
- 1904 : Les Dénicheurs d'oiseaux
- 1904 : Métamorphoses du papillon
- 1904 : Japonaiseries
- 1904 : La Valise de Barnum
- 1904 : Un drame dans les airs
- 1904 : Le Chapeau magique
- 1905 : La Poule aux œufs d'or
- 1905 : Sidney, le clown aux échasses
- 1905 : La Fée aux fleurs
- 1905 : Rêve à la lune (ou L'Amant de la lune)
- 1905 : Les Cartes lumineuses (ou Les Cartes transparentes)
- 1905 : Ruche merveilleuse
- 1905 : Coiffes et Coiffures
- 1905 : John Higgins, le roi des sauteurs
- 1905 : L'Antre infernal
- 1905 : Un drame en mer
- 1905 : L'Album merveilleux
- 1906 : Le Bazar du Père Noël (Il Bazar di Natale)
- 1906 : Onore rusticano
- 1906 : Il pompiere di servizio
- 1906 : Heures de la mondaine (Le ore di una mondana)
- 1906 : Enlèvement à bicyclette (Il ratto di una sposa in bicicletta)
- 1906 : Il dessert di Lulù
- 1906 : L'Accordéon mystérieux (L'organetto misterioso)
- 1906 : Bicyclette présentée en liberté
- 1906 : Mariage tragique (Nozze tragiche)
- 1906 : Le Garde fantôme
- 1906 : Les Invisibles
- 1906 : La Peine du talion
- 1906 : Les Effets de la foudre
- 1906 : Cuore e patria
- 1906 : La Fée aux pigeons
- 1906 : Quarante degrés à l'ombre (Quaranta gradi all'ombra)
- 1906 : Otello
- 1906 : Voyage autour d'une étoile
- 1906 : L'Éсrin du rajah
- 1906 : Les Fleurs animées
- 1907 : Petit Jules Verne
- 1907 : Le Secret de l'horloger (Patto infernale)
- 1907 : Le Petit Prestidigitateur
- 1907 : Au pays des songes (Nel paese dei sogni)
- 1907 : Artista e pasticcere
- 1907 : Gitane (La gitana)
- 1907 : Pile électrique (La pila elettrica)
- 1907 : Petit Frégoli (Il piccolo Fregoli)
- 1907 : Fille du chiffonnier (La figlia del cenciaiolo)
- 1907 : Primavera senza sole
- 1907 : Triste Jeunesse (Triste giovinezza)
- 1907 : Un moderno Sansone
- 1907 : Le Crime du magistrat (Il delitto del magistrato)
- 1908 : Après le bal (Dopo un veglione)
- 1908 : Lapins du docteur (I conigli del dottore)
- 1908 : Confession par téléphone (La confessione per telefono)
- 1908 : Première Nuit de noces (La prima notte)
- 1908 : Polichinelle (Le avventure di Pulcinella)
- 1908 : Le Spectre (Lo spettro)
- 1908 : Dîner providentiel (Pranzo provvidenziale)
- 1908 : Le Triple rendez-vous(Triplice convegno)
- 1910 : Isis
- 1910 : Cagliostro, aventurier, chimiste et magicien co-réalisé avec Camille de Morlhon[5]
- 1910 : Au temps des Pharaons
- 1910 : La Rose d'or
- 1910 : Le Charme des fleurs
- 1910 : Le Fruit défendu
- 1910 : L'Oracle des demoiselles
- 1910 : Rêve d'art
- 1911 : Fafarifla ou le fifre magique
- 1911 : L'Armure de feu
- 1911 : Le Cauchemar de Pierrot
- 1911 : La Nuit rouge

### Comme scénariste
- 1904 : Un drame dans les airs
- 1905 : Rêve à la lune ou L'Amant de la lune
- 1911 : Le Cauchemar de Pierrot

### Comme acteur
- 1904 : La Valise de Barnum[réf. souhaitée]